# Trigonaphera bocageana
Trigonaphera bocageana is een slakkensoort uit de familie van de Cancellariidae. De wetenschappelijke naam van de soort is voor het eerst geldig gepubliceerd in 1863 door Crosse & Debeaux.